# Jorge Bica
Jorge Bica est un pilote de rallye automobile portugais, né le 06 Septembre 1967. Il participe essentiellement à des rallyes se déroulant au Portugal et en Italie.
En 1993, il remporte le titre de champion des rallyes du Portugal. La même année, il est également champion du Groupe A des rallyes du Portugal.

## Biographie
Jorge Bica a 59 rallyes à son actif dont quatre victoires scratch. Il débute en 1988 par le 1er Rallye Mondim de Basto sur une Seat Marbella GL où il termine 12ème au classement général.
Lors du 36ème Rallye Sanremo 1994, épreuve comptant pour le championnat du monde des rallyes 1994, le pilote portugais termine 10ème et marque donc un point pour le championnat.

## Palmarès

### Rallyes Remportés
| Année | Rallye                                      | Voiture                   |
| ----- | ------------------------------------------- | ------------------------- |
| 1993  | Rali Internacional Sopete / Póvoa de Varzim | Lancia Delta HF Integrale |
| 1993  | Rali Internacional Cidade de Coimbra        | Lancia Delta HF Integrale |
| 1993  | 42ème Volta Galp a Portugal                 | Lancia Delta HF Integrale |
| 1994  | Rali Cidade de Coimbra                      | Lancia Delta HF Integrale |

### Titres Remportés
| Année | Titre                                        |
| ----- | -------------------------------------------- |
| 1993  | Champion des rallyes du Portugal             |
| 1993  | Champion du Groupe A des rallyes du Portugal |